# Nortraship
Die Norwegian Shipping & Trade Mission (NORTRA), besser bekannt unter dem Kürzel Nortraship, war eine norwegische Reedereiorganisation, die im Zweiten Weltkrieg nach der deutschen Besetzung Norwegens gegründet wurde.

## Geschichte
Zu Beginn der Besetzung Norwegens durch deutsche Truppen am 9. April 1940 befanden sich rund 1000 norwegische Handelsschiffe mit etwa 27.000 bis 36.000 Seeleuten (Zahlen variieren) außer Landes. Der spätere Ministerpräsident Vidkun Quisling gab daraufhin einen Befehl an die Handelsflotte heraus, sich den deutschen Truppen anzuschließen. König Haakon hingegen richtete am 10. April 1940 über Funk einen Appell an die Schiffsbesatzungen, diesen Befehl zu missachten und sich in neutrale Häfen zu begeben. Nachdem im darauf folgenden Mai weitere meist kleinere Schiffe zu den im April „umgeleiteten“ Schiffen stießen, hatte das inzwischen fast vollständig besetzte Norwegen eine Flotte von rund vier Millionen Bruttoregistertonnen der Kontrolle durch Deutschland entzogen.

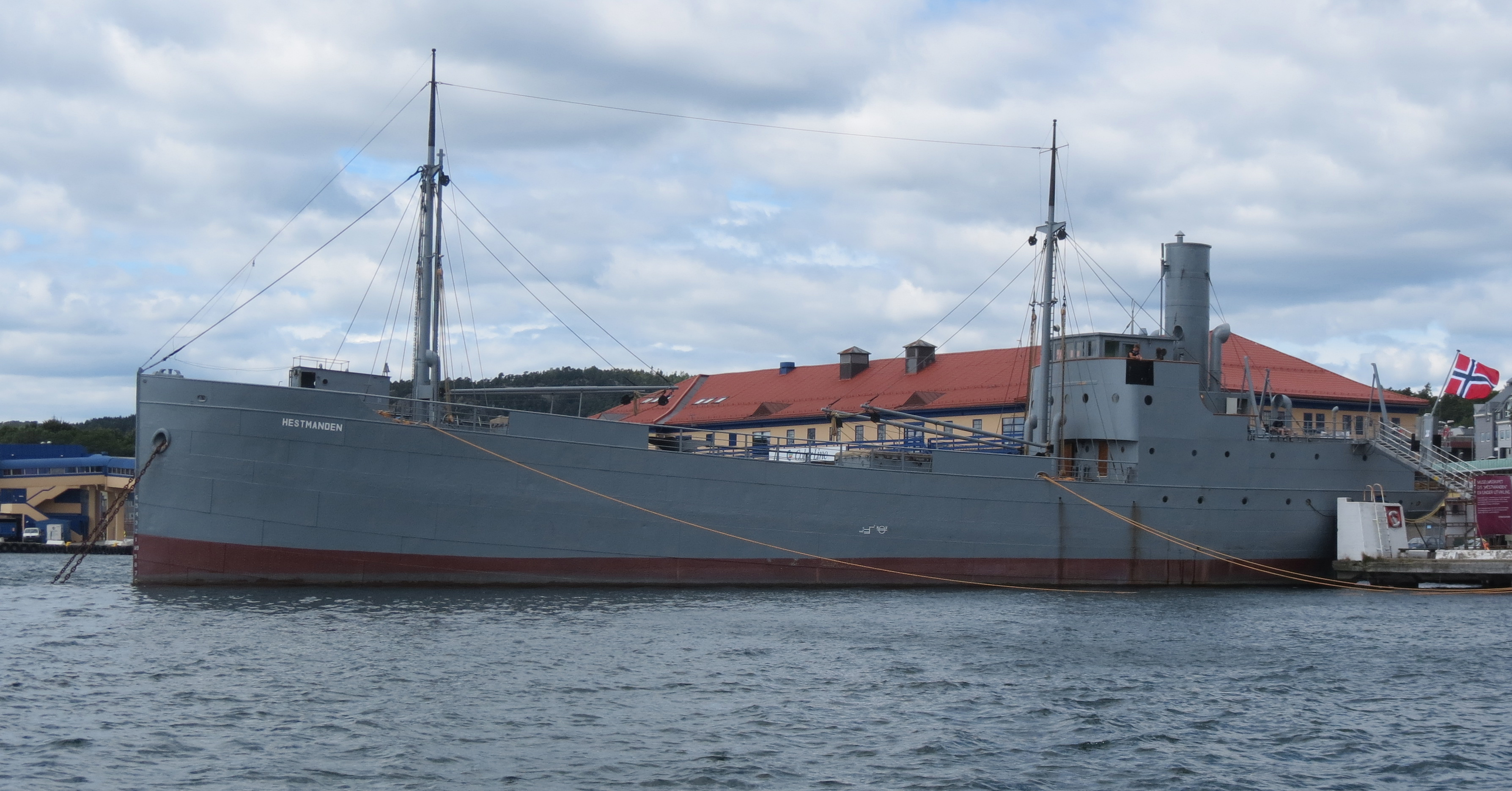
Hestmanden, die letzte noch erhaltene von Nortraship bereederte Einheit, heute Museumsschiff

Britische Behörden empfahlen, diese Schiffe unter britischer Flagge weiterfahren zu lassen, was die unterdessen in London gebildete Exilregierung unter König Haakon und Ministerpräsident Johan Nygaardsvold ablehnte. Stattdessen schuf man, offiziell am 20. April 1940, die „Norwegian Shipping & Trade Mission“ mit Sitz in London und später auch in New York, um die zu diesem Zeitpunkt weltweit größte Flotte einer Einzelreederei zu betreiben. Viele kleinere Fahrzeuge wurden der norwegischen Marine Sjøforsvaret zugeteilt, der Rest diente in den folgenden Kriegsjahren zur Versorgung Großbritanniens. 1942 sollen rund 40 % des nach Großbritannien eingeführten Öls und 20 % der Nahrungsmittel mit Nortraship-Einheiten transportiert worden sein.
Nach dem Ende des Krieges wurden die verbliebenen Schiffe ab dem 30. September 1945 an ihre ursprünglichen Eigner zurückgegeben und die Organisation nach Abarbeitung noch offener Vorgänge am 30. Juli 1958 aufgelöst. Nortraship hatte während des Krieges 110 Millionen Pfund Sterling an Fracht eingenommen und rund 500 Schiffe mit etwa 1,9 Millionen BRT verloren; dabei kamen circa 3000 Seeleute ums Leben.

## Der Nortraship-Geheimfonds
Auf Druck der britischen Regierung wurde im Juni 1940 ein Abkommen geschlossen, nach dem die Heuern der Nortraship-Seeleute den wesentlich niedrigeren der britischen Handelsmarine angeglichen wurden. Die einbehaltene Differenz wurde in den sogenannten Nortraship-Geheimfonds (Nortraships Hemmelige Fond) einbezahlt, der nach dem Krieg an die Seeleute ausbezahlt werden sollte. Bei Kriegsende hielt der Fonds insgesamt 43 Millionen NOK. Bemühungen der Veteranen in den ersten Nachkriegsjahren, angeführt von Leif Vetlesen, diese Gelder direkt an die Seeleute auszuzahlen und nicht, wie von der Regierung und der Seeleutegewerkschaft vorgesehen, zur Versorgung notleidender Seeleute beziehungsweise ihrer Witwen einzusetzen, waren nach langem Rechtsstreit gescheitert, als das Oberste Gericht Norwegens im Februar 1954 die Forderungen der Veteranen ablehnte. Diese Entscheidung verursachte erhebliche und langanhaltende Verbitterung unter den Betroffenen.
Erst nachdem der ehemalige Oberbefehlshaber der norwegischen Marine, Vizeadmiral a. D. Thore Horve, 1968 Vorsitzender des Verbands der Kriegsseeleute geworden war und sich energisch für die Belange der Kriegsveteranen aus Kriegs- und Handelsmarine einsetzte, kam die Angelegenheit wieder in Fluss. Horve griff das Thema der Auszahlung der im Nortraship-Geheimfonds einbehaltenen Heuern wieder auf, und nach jahrelangen Bemühungen kam es 1972 zu einer endgültigen Lösung, als das Parlament, das Storting, Zahlungen von insgesamt 155 Millionen NOK beschloss, mit denen die Seeleute der Nortraship – oder ihre Hinterbliebenen – eine einmalige Zuwendung von 180 NOK für jeden Kriegsmonat erhielten, in dem sie für Nortraship gefahren waren.